# Форщаг
Форщагът е част от стоящия такелаж на ветроходен кораб и представлява укрепващо мачтата въже, опънато от върха на мачтата (топа) до носа на плавателния съд.